# Simulium philipponi
Simulium philipponi es una especie de insecto del género Simulium, familia Simuliidae, orden Diptera.
Fue descrita científicamente por Elouard & Pilaka, 1997.